# 奧霍特尼基
51°7′47″N 24°17′45″E / 51.12972°N 24.29583°E
奧霍特尼基（烏克蘭語：Охотники），是烏克蘭的村落，位於該國西部沃倫州，由科韋利區負責管轄，始建於十七世紀，面積0.73平方公里，海拔高度194米，2001年人口122，人口密度每平方公里166.67人。